# Pseudopucrolia mutica
Pseudopucrolia mutica is een hooiwagen uit de familie Gonyleptidae.